# Bardolino (vino)
Il Bardolino è un vino DOC la cui produzione è consentita nella provincia di Verona.
La zona di produzione comprende tutto o parte dei territori comunali di Bardolino, Garda, Lazise, Affi, Costermano, Cavaion Veronese, Torri del Benaco, Caprino, Pastrengo, Bussolengo, Sona, Sommacampagna, Castelnuovo, Peschiera, Valeggio sul Mincio, nella zona sud-orientale del Lago di Garda.

## Caratteristiche organolettiche
- colore: rosso rubino chiaro tendente a volte al cerasuolo che si trasforma in granato con l'invecchiamento.
- odore: vinoso con leggero profumo delicato.
- sapore: asciutto, sapido, leggermente amarognolo, armonico, sottile, talvolta leggermente frizzante.

## Storia

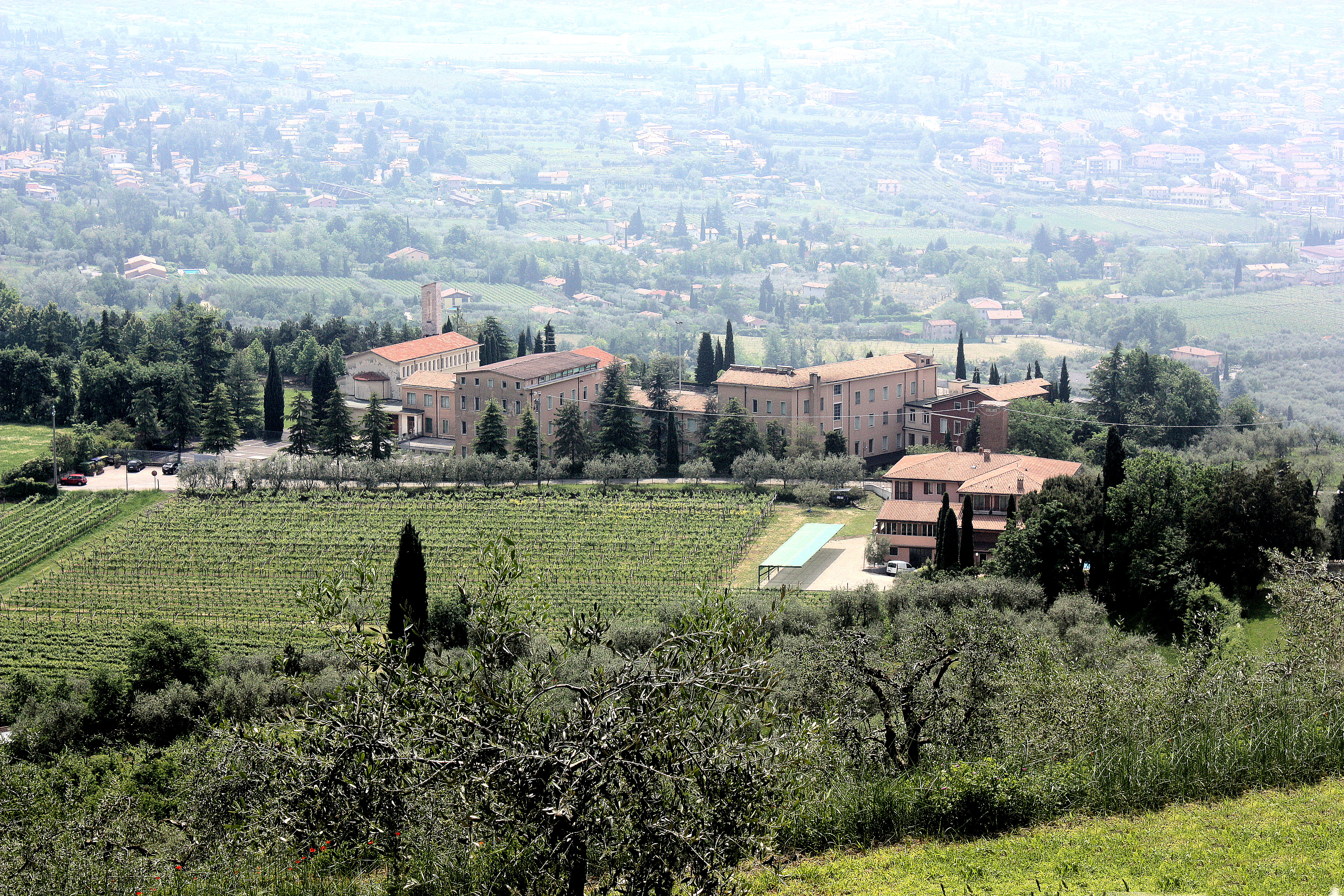
Vigneti a Bardolino

## Abbinamenti consigliati
Si connota quale ottimo vino da pasto che ben si accosta a minestre, pastasciutte, fritti, pollame e lumache.
È consigliata la degustazione a 16°-18° di temperatura. Il Bardolino, inoltre, si sposa splendidamente con i formaggi stravecchi, con certi erborinati e con i formaggi saporiti in genere.

## Produzione
Provincia, stagione, volume in ettolitri
- Verona (1990/91) 110281,66
- Verona (1991/92) 116429,5
- Verona (1992/93) 109283,2
- Verona (1993/94) 108223,9
- Verona (1994/95) 110432,86
- Verona (1995/96) 106310,0
- Verona (1996/97) 101951,92